# آندره‌آ مارتین
آندره‌آ لوئیز مارتین (به انگلیسی: Andrea Louise Martin) (زاده ۱۵ ژانویه ۱۹۴۷) بازیگر، بازیگر و نویسنده، کمدین و خواننده آمریکایی ارمنی‌تبار است.

## گزیده فیلم شناسی

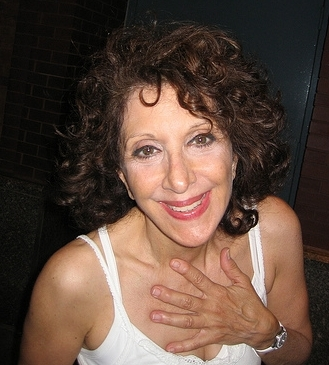

از فیلم‌ها یا برنامه‌های تلویزیونی که وی در آن نقش داشته‌است می‌توان به آثار زیر اشاره کرد:
- کریسمس سیاه (فیلم ۱۹۷۴) (۱۹۷۴)
- باشگاه بهشت (۱۹۸۶)
- فضای درون (۱۹۸۷)
- بیش از حد خورشید (۱۹۹۰)
- همه چیزی که برای کریسمس می‌خواهم (فیلم) (۱۹۹۱)
- تد و ونوس (۱۹۹۱)
- آناستازیا (فیلم ۱۹۹۷) (۱۹۹۷)
- سگ را بجنبان (۱۹۹۷)
- بگذار شیطان سیاه بپوشد (۱۹۹۹)
- بازنده (۲۰۰۰)
- همه‌چیز در مورد پسر (۲۰۰۱)
- جیمی نوترون: پسر نابغه (۲۰۰۱)
- عروسی یونانی پرریخت‌وپاش و بزرگ من (۲۰۰۲)
- لحظه‌ای در نیویورک (فیلم) (۲۰۰۴)
- تهیه‌کنندگان (فیلم ۲۰۰۵) (۲۰۰۵)
- برادر خرس ۲ (۲۰۰۶)
- کریسمس سیاه (فیلم ۲۰۰۶) (۲۰۰۶)
- شب در موزه: راز مقبره (۲۰۱۴)
- عروسی یونانی پرریخت‌وپاش و بزرگ من ۲ (۲۰۱۶)
- ایتالیای کوچک (فیلم ۲۰۱۸) ()۲۰۱۸
- تلویزیون شهر دوم (۱۹۷۶–۱۹۸۴)
- سسمی استریت (۱۹۸۷–۲۰۰۹)
- نمایش تریسی آلمن (۱۹۸۹)
- راگرتز (۱۹۹۲–۲۰۰۲)
- بتمن: مجموعه پویانمایی (۱۹۹۴)
- زنگ تفریح (سریال) (۱۹۹۷)
- سیمپسون‌ها (۱۹۹۷)
- گربه‌سگ (۱۹۹۸)
- ماجراجویی‌های جیمی نوترون: پسر نابغه (۲۰۰۲)
- باب‌اسفنجی شلوارمکعبی (۲۰۰۷)
- مسجد کوچکی در مرغزار (۲۰۱۰)
- گربه کلاه‌به‌سر (۲۰۱۰–۲۰۱۱)
- ۳۰ راک (۲۰۱۲)
- دختر با احتمال زیاد (۲۰۱۲)
- فراموشش کن (۲۰۱۲–۲۰۱۳)
- بابای آمریکایی! (۲۰۱۴)
- خانواده امروزی (۲۰۱۵)
- کیمی اشمیت شکست‌ناپذیر (۲۰۱۷)

- Ստեփանյան, Գառնիկ (1973). Կենսագրական բառարան. Vol. Ա. Երևան: «Հայաստան» հրատարակչություն. p. 9–10. ISBN 978-5-550-00265-0.
- Bardakjian, Kevork B. (2000). A Reference Guide to Modernb Armenian Literature, 1500-1920. Detroit: Wayne State University Press.
- بایگانی‌شده  در ۶ مارس ۲۰۱۶ توسط Wayback Machine Գրիգոր Գապասախալյան at  Avproduction.am
- Armenian Soviet Encyclopedia. Yerevan.
- Hacikyan, A. J.; Basmajian, Gabriel; Franchuk, Edward S.; Ouzounian, Nourhan (2005). The Heritage of Armenian Literature: From the Eighteenth Century to Modern Times. Detroit: Wayne State University Press. ISBN 978-0-8143-3221-4.